# Новая Македония

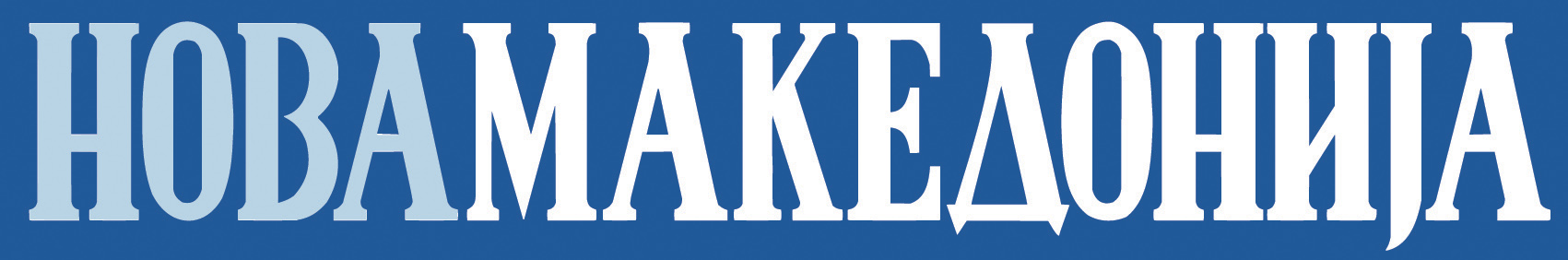
Старый логотип газеты «Новая Македония»

«Новая Македония» (макед. Нова Македонија) — первая ежедневная газета в Республике Македонии, была основана решением президиума АСНОМ.
Первый выпуск газеты вышел 29 октября 1944 года в селе Горно-Врановци. Газета стала первой, вышедшей на литературном македонском языке.
В 2003 году прекратила существование правительственная компания «Нова Македония», выпускавшая газету. С декабря 2003 года 100 % акций компании принадлежат Зорану Николову и его IT-компании ZONIK из Скопье.